# Paura (film 2012)
Paura, anche noto come Paura 3D, è un film italiano del 2012 diretto dai Manetti Bros. con protagonista Peppe Servillo. Il film è stato distribuito nelle sale italiane il 15 giugno 2012. Durante le prime fasi di lavorazione, il film era stato intitolato L'ombra dell'orco.

## Trama
Marco, Simone e Ale, tre giovani ragazzi romani, non sanno come passare il tempo nella periferia finché non entrano in possesso delle chiavi di una lussuosa villa: decidono quindi di passarci il fine settimana in assenza del proprietario. Qualcosa però va storto: per un guasto alla macchina, il proprietario Marchese Lanzi è costretto a fare ritorno alla villa. Marco e Ale riescono a uscire di casa senza farsi notare. Simone, che già aveva sentito rumori provenienti da una stanza, assiste a una spaventosa scena: il Marchese Lanzi tortura una giovane ragazza. Simone cerca di liberare la ragazza, ma il marchese Lanzi se ne accorge e dopo averlo attaccato a una catena d'acciaio, inizia a torturare anche lui. Nel frattempo i suoi due amici decidono di tornare in casa: appena entrati, sentono le sue urla provenire da una delle stanze della cantina e così raggiungono anche loro la stanza. Cercano di uccidere il Marchese, ma l'uomo riesce a scappare. Dopo aver soccorso il loro amico e la ragazza, tentano di fuggire dalla casa. Intanto però non sanno dove sia il Marchese, ancora in casa e intento a preparare un agguato a tutti loro.